# Zrcalni objektiv
Zracálni objektív je objektiv z goriščno razdaljo med 500 in 600 mm. Je dosti bolj kompakten od navadnih objektivov, saj večino leč nadomesti z vstopnim zrcalom. Objektiv je idealen na potovanju, saj je majhen objektiv z veliko povečevalno močjo. Ima stalno zaslonko (največkrat f/8), zato se globinske ostrine ne more spreminjati.
- Zgled zrcalnega objektiva